# Andries Pels (banchiere)
Andries Pels (Amsterdam, 2 settembre 1655 – Amsterdam, 8 febbraio 1731) è stato un banchiere e assicuratore olandese.
Andries Pels era il nipote del poeta omonimo e del governatore del Suriname Paulus van der Veen (1660-1733), la cui vedova Angenita Pels-Bouwens (1660–1749), era la donna più ricca di Amsterdam e viveva al Gouden Bocht ("Gomito d'oro"), la zona più esclusiva dell'Herengracht.
Pels fu attivo in Francia al tempo dell'economista John Law.  Dal 1707 al 1774 operò nei mercati con la società Andries Pels & Soonen, che si occupava di beni di lusso, assicurazioni e valuta. Entrambi i suoi eredi maschi morirono nel 1741. Nel 1720 la figlia Johanna Sara Pels sposò Jan Bernd Bicker: la coppia ebbe due figli, Henric e Jan Bernd Bicker, che gestirono la banca a partire dal 1750.
Nel 1767 vi iniziò a lavorare Jan Bernd Bicker come apprendista; nel 1771 divenne membro del consiglio. La banca cessò le sue attività alla sua morte nel marzo 1774.